# Dermotrichales Syndrom
Das Dermotrichale Syndrom  (altgriechisch δέρμα dérma, deutsch ‚Haut‘ und τριχ- trich-, deutsch ‚Haar‘) ist eine Sonderform der Ektodermalen Dysplasie mit den Hauptmerkmalen Ichthyose, Kleinwuchs und Skelettveränderungen.
Nicht zu verwechseln ist das Dermotrichie-Syndrom.
Die Erstbeschreibung erfolgte im Jahre 1984 durch Newton Freire-Maia und Mitarbeiter.

## Vorkommen
Die Häufigkeit ist nicht bekannt, die Vererbung erfolgt vermutlich X-chromosomal−rezessiv.

## Ursache
Ursache der Erkrankung sind Mutationen im MBTPS2-Gen am Genlocus Xp22.12-p22.11 mit einer Störung der Cholesterin-Homöostase.

## Klinische Erscheinungen
Klinische Kriterien sind:
- ab Geburt generalisierte Ichthyose und fehlende Behaarung
- Kleinwuchs
- Geistige Retardierung
- Krampfanfälle

## Differentialdiagnose
Hauptsächlich abzugrenzen ist das Dermotrichie-Syndrom.
Gegenüber dem Dermotrichie-Syndrom finden sich Anomalien am Skelett und Darmtrakt, nicht jedoch am Auge und Respirationstrakt. Es kommt zu Veränderungen an den Nägeln, Hypohidrose, Megakolon und Wirbelkörperdefekten, jedoch weder Photophobie noch Atemwegsinfektionen.  In der Differentialdiagnose abzugrenzen sind außerdem Mukoepitheliale hereditäre Dysplasie und Kardio-fazio-kutanes Syndrom.